# Stanley Brundy
Stanley Brundy, né le 13 novembre 1967, à La Nouvelle-Orléans, en Louisiane, est un ancien joueur américain de basket-ball. Il évolue au poste d'ailier.

## Palmarès
- CBA Newcomer of the Year 1992
- All-CBA First Team 1993
- Meilleur rebondeur CBA 1993